# Українсько-угандійські відносини
Українсько-угандійські відносини — відносини між Україною та Республікою Уганда.
Уганда визнала незалежність України 13 лютого 1992. Країни встановили дипломатичні відносини 10 вересня 1994 року.
Інтереси громадян України в Республіці Уганда захищає Посольство України в Кенії. В Україні діє почесне консульство Уганди.